# Seznam členů Poslanecké sněmovny Parlamentu České republiky po volbách 1996
Toto je seznam poslanců Poslanecké sněmovny Parlamentu České republiky, kteří byli zvoleni ve volbách v roce 1996 a zasedali v této dolní komoře českého parlamentu ve funkčním období trvajícím do voleb do Poslanecké sněmovny Parlamentu České republiky v roce 1998.

## Složení Sněmovny
| Strana | Strana                                                                  | Křesla | %     |
|        | Občanská demokratická strana (ODS)                                      | 68     | 34,00 |
|        | Česká strana sociálně demokratická (ČSSD)                               | 61     | 30,50 |
|        | Komunistická strana Čech a Moravy (KSČM)                                | 22     | 11,00 |
|        | Křesťanská a demokratická unie – Československá strana lidová (KDU-ČSL) | 18     | 9,00  |
|        | Sdružení pro republiku – Republikánská strana Československa (SPR-RSČ)  | 18     | 9,00  |
|        | Občanská demokratická aliance (ODA)                                     | 13     | 6,50  |

### Grafické znázornění
| 22   | 61   | 18      | 68  | 13  | 18      |  |
| KSČM | ČSSD | KDU-ČSL | ODS | ODA | SPR-RSČ |  |

## Abecední seznam poslanců
Včetně poslanců, kteří nabyli mandát až dodatečně jako náhradníci (po rezignaci či úmrtí předchozího poslance). V závorce uvedena stranická příslušnost, respektive příslušnost k poslaneckému klubu.

### A–H
- RNDr. Libor Ambrozek (KDU-ČSL)
- Mgr. Vladimír Bartoš (ODS, pak US)
- JUDr. Drahoslava Bartošková (ODS, pak US)
- Ing. Vlastimil Bařinka (ODS, pak US)
- Jaroslav Bašta (ČSSD)
- JUDr. Zuzka Bebarová-Rujbrová (KSČM)
- Ing. Stanislav Bělehrádek (KDU-ČSL)
- Marek Benda (ODS)
- Jan Bláha (ČSSD)
- Ing. Josef Borák (KDU-ČSL)
- Ing. Pavel Bratinka (ODA)
- Ing. František Brožík (ČSSD)
- Ing. Tomáš Březina (ODS, pak US)
- Ing. Vladimír Budinský (ODS)
- MUDr. Eduard Bureš (ODS, pak US)
- JUDr. Petra Buzková (ČSSD)
- PhDr. Vladimír Cisár (ČSSD)
- František Čech (ČSSD)
- PaedDr. Květoslava Čelišová (KSČM)
- MUDr. Petr Čermák, CSc. (ODS)
- Jiří Černota (ODS, pak US)
- MVDr. Jan Černý (ODS, pak US)
- Ing. Roman Češka (ODA)
- MUDr. Rostislav Čevela (ČSSD)
- Ing. Vladimír Dlouhý, CSc. (ODA)
- Pavel Dostál (ČSSD)
- Ing. Milan Ekert (ČSSD)
- doc. MUDr. Milada Emmerová, CSc. (ČSSD)
- RNDr. Václav Exner, CSc. (KSČM)
- JUDr. Vojtěch Filip (KSČM)
- Eva Fischerová (ČSSD)
- Ing. Vavřinec Fójcik (ODS, pak KDU-ČSL)
- Václav Frank (KSČM)
- Bc. Michal Frankl (ODS)
- MUDr. Jana Gavlasová (ČSSD)
- PhDr. Andrej Gjurič (nezařazený, pak US)
- Ing. Jaroslav Gongol, CSc. 	(KSČM)
- doc. PhDr. Miroslav Grebeníček, CSc. (KSČM)
- Doc.Ing. Miroslav Grégr, CSc. (ČSSD)
- JUDr. Stanislav Gross (ČSSD)
- PhDr. Václav Grulich (ČSSD)
- Ing. Jan Grůza (KDU-ČSL)
- RNDr. Čestmír Hofhanzl (ODA)
- Jiří Hofman (ČSSD)
- Ing. Josef Hojdar (ČSSD)
- RNDr. Vilém Holáň (KDU-ČSL)
- Ing. Josef Holub (ODS)
- Mgr. Jiří Honajzer (ODS, pak US)
- Mgr. Zdeňka Horníková (ODS)
- Josef Houzák (KSČM)
- Ing. Václav Hrubý, CSc. (ODS)
- Vlasta Hrůzová (SPR-RSČ)
- JUDr. Petr Hulinský, Ph.D. (ČSSD)
- RNDr. Ondřej Huml (ODS, pak US)

### CH–R
- František Chobot (ČSSD)
- MUDr. Josef Janeček (KDU-ČSL)
- prof.JUDr. Zdeněk Jičínský, DrSc. (ČSSD)
- MUDr. Taťána Jirousová (KSČM)
- JUDr. Pavla Jurková (KDU-ČSL)
- PhDr. Jaromír Kalus	(ODS)
- JUDr. Jan Kalvoda (ODA)
- Miroslav Kapoun (ČSSD)
- JUDr. Ing. Jiří Karas (KDU-ČSL)
- Ing. Jan Kasal (KDU-ČSL)
- Tomáš Kladívko (ODS)
- Doc.PhDr. Zdeněk Klanica, DrSc. (KSČM)
- Ing. Jan Klas (ODS)
- Prof. Ing. Václav Klaus, CSc. (ODS)
- Ing. Ivan Kočárník, CSc. (ODS)
- Petr Koháček (ODS)
- Ing. Robert Kolář (ODS, pak US)
- MUDr. Milena Kolářová (ODS, pak US)
- Robert Kopecký (ČSSD)
- Ing. Květoslava Kořínková, CSc. (ČSSD)
- Ing. Jan Kostrhun (ČSSD)
- Ing. Jan Koucký (ODS)
- Ing. Pavel Kováčik (KSČM)
- PhDr. František Kozel (ODS, pak US)
- Zdeněk Krampera (SPR-RSČ)
- Václav Krása (ODS, pak US)
- Mgr. Ing. Michal Kraus, Ph.D., MBA (ČSSD)
- Josef Krejsa (SPR-RSČ)
- Mgr. Daniel Kroupa (ODA)
- Mgr. Miloslav Kučera (ČSSD)
- RNDr. Libor Kudláček (ODA)
- Dušan Kulka (ODA)
- Michael Kuneš (ČSSD)
- JUDr. Jitka Kupčová (ČSSD)
- Ing.Mgr. Oldřich Kužílek (ODA)
- Tomáš Květák (ODS)
- Ing. RNDr. Milan Kynčl (ODA)
- MUDr. Mgr. Ivan Langer (ODS)
- Ing. Vladimír Laštůvka (ČSSD)
- Karel Ledvinka (ODA)
- Miroslav Leština (ODA)
- RNDr. Michal Lobkowicz (ODS, pak US)
- Milan Loukota (SPR-RSČ)
- Mgr. Věnceslav Lukáš (KDU-ČSL)
- Ing. Josef Lux (KDU-ČSL)
- Ing. Karel Mach (KDU-ČSL)
- Ing. Antonín Macháček (ČSSD)
- Ing. Karel Machovec (ČSSD)
- Pavel Maixner (SPR-RSČ)
- Jaroslav Maňásek (ČSSD)
- Ing. Josef Mandík (KSČM)
- Jana Marcová-Petrová (ODS)
- JUDr. Hana Marvanová (ODS, pak US)
- Ing. Ivan Mašek (ODA)
- MUDr. Jiří Maštálka (KSČM)
- JUDr. Dalibor Matulka (KSČM)
- Ing. Miloš Melčák, CSc. (ČSSD)
- Jaroslav Melichar (ODS)
- Mgr. Josef Molín (ODS)
- Mgr. Václav Nájemník (ODS)
- Ing. Dušan Navrátil (ODA, pak nezařazený, pak ODS)
- RNDr. Petr Nečas (ODS)
- Jindřich Nehera (SPR-RSČ)
- Ing. Karel Nejezchleb (ODS, pak US)
- RNDr. Igor Němec (ODS)
- Ing. František Novák, CSc. (ODS)
- MUDr. Jaroslav Novák (SPR-RSČ)
- JUDr. Jiří Novák (ODS, pak US)
- JUDr. Libor Novák (ODS)
- Marie Noveská (ČSSD, pak nezařazená)
- Radomíra Nývltová (SPR-RSČ)
- Mgr. Jaroslav Orel (KDU-ČSL)
- Ing. Hana Orgoníková (ČSSD)
- Ing. Jaroslav Palas (ČSSD)
- Ing. Jiří Papež (ODS)
- JUDr. Vlasta Parkanová (ODA)
- RNDr. Tomáš Páv (ODS)
- RNDr. Jiří Payne (ODS)
- Mgr. Stanislav Pěnička (ODS, pak US)
- MVDr. Jaroslav Pešán (ODS)
- Ing. Pavel Pešek (ODS, pak US)
- Jana Pešková (SPR-RSČ)
- Ing. Ivan Pilip (ODS)
- Ing. Jaroslav Plachý (ODS)
- PhDr. Ivana Plechatá (ODS, pak US)
- Mgr. Petr Pleva (ODS)
- Ing. Luděk Polášek (ČSSD)
- Bc. Ing. Vladimír Procházka (KDU-ČSL)
- Mgr. Michal Prokop (ODA)
- PhDr. Martin Přibáň (ODS, pak US)
- Laura Rajsiglová (SPR-RSČ)
- PhDr. Miloslav Ransdorf, CSc. (KSČM)
- RSDr. Ing. Svatomír Recman (KSČM)
- JUDr. Anna Röschová (ODS, pak US)
- Jan Ruml (ODS, pak US)

### S–Z
- Ing. Olga Sehnalová (ČSSD)
- Ing. Karel Sehoř (ODS)
- Bc. Pavel Severa (KDU-ČSL)
- Ing. Jaromír Schling (ČSSD)
- Ing. Jiří Skalický (ODA)
- Ing. Ladislav Skopal (ČSSD)
- PhDr. Miroslav Sládek (SPR-RSČ)
- Ing. Martin Smetana (SPR-RSČ)
- Evžen Snítilý (ČSSD)
- Mgr. Bohuslav Sobotka (ČSSD)
- PhDr. Jan Stráský (ODS, pak US)
- Václav Svoboda (ČSSD)
- Doc.PhDr. Alena Svobodová, CSc. (KSČM)
- Ing. Pavel Šafařík (KDU-ČSL)
- Petr Šimůnek (KSČM)
- RSDr. Hana Škorpilová (KSČM)
- Ing. Zdeněk Škromach (ČSSD)
- Rudolf Šmucr (SPR-RSČ)
- Ing. František Šnajdauf (nezařazený, pak US)
- Ing. Michaela Šojdrová (KDU-ČSL)
- František Španbauer (ČSSD)
- PhDr. Vladimír Špidla (ČSSD)
- Ing. Vlasta Štěpová, CSc. (ČSSD)
- Doc. RSDr. Jaroslav Štrait, CSc. (KSČM)
- Ing. Petr Šulák (ČSSD)
- Ing. Zdeněk Švrček (ODS)
- Ing. Jaromír Talíř (KDU-ČSL)
- Tomáš Teplík (ČSSD, pak nezařazený, pak ODS)
- Ing. Dušan Tešnar (ČSSD)
- Doc.Ing. Miloš Titz, CSc. (ČSSD)
- Ing. Vlastimil Tlustý, CSc. (ODS)
- Ing. Pavel Tollner (KDU-ČSL)
- Ing. Rudolf Tomíček (ČSSD)
- Ing. Jan Třebický (ODS, pak US)
- Mgr. Radim Turek (ČSSD)
- Ing. Miroslav Tyl (ODS)
- PhDr. Milan Uhde (ODS, pak US)
- Ing.arch. Josef Ullmann (ODS, pak US)
- Ing.genpor Miroslav Vacek (KSČM)
- Ing. Jiří Václavek (ČSSD)
- Mgr. Jan Vidím (ODS)
- Jan Vik (SPR-RSČ)
- PhDr. Jiří Vlach (ODS, pak US)
- Ing. Miloslav Vlček (ČSSD)
- Ing. Jindřich Vodička (ODS, pak US, pak nezařazený)
- Mgr. Oldřich Vojíř, Ph.D. (ODS)
- PhDr. Stanislav Volák (ODS, pak US)
- Oldřich Vrcha (SPR-RSČ)
- Ivan Vrzal (ODS)
- Ing. Petr Vrzáň (SPR-RSČ)
- JUDr. Miloslav Výborný (KDU-ČSL)
- Ing. Karel Vymětal (KSČM)
- Jozef Wagner (ČSSD, pak nezařazený)
- Jindřiška Zachardová (ČSSD)
- Ing. Petr Zajíc (SPR-RSČ)
- MUDr. Blanka Zajícová (SPR-RSČ)
- Mgr. Zdeněk Zajíček (ODS)
- PhDr. Lubomír Zaorálek (ČSSD)
- Mgr. Eduard Zeman (ČSSD)
- Ing. Miloš Zeman (ČSSD)
- JUDr. Ondřej Zemina (ODS)
- Ing. Josef Zieleniec (ODS)
- Ing. Anton Zima (ODS, pak US)
- Doc. MUDr. Jaroslav Zvěřina, CSc. (ODS)
- Jan Žižka (ČSSD)